# Adrapsa luma
Adrapsa luma là một loài bướm đêm trong họ Noctuidae.